# Eburodacrys callixantha
Eburodacrys callixantha là một loài bọ cánh cứng trong họ Cerambycidae.